# Burn the Witch
Burn the Witch (stylisé BURN ☩HE WITCH) est un shōnen manga de Tite Kubo paru dans un premier temps sous forme de one shot dans le Weekly Shōnen Jump le 24 janvier 2018. Une suite est publiée dans le même magazine à partir du 24 août 2020. La série est publiée par l'éditeur Shūeisha en volume relié dont le premier est sorti le 2 octobre 2020.
Une adaptation sous forme de film d'animation produite par le Studio Colorido sort au Japon le 2 octobre 2020.
Burn the Witch succède à Bleach deux ans après la fin de la publication de la série et reprend certains aspects de son univers.

## Synopsis
L'histoire se déroule dans le « Reverse London », une ville cachée dans l'ombre de Londres, meurtri par les dégâts provoqués par des dragons, créatures invisibles pour la plupart des humains et causant énormément de problèmes dans un monde qui les a pourtant vu cohabiter ensemble. Une troisième communauté est liée aux deux premières : les sorciers, formant un groupe du nom de Wing Bind, avec parmi eux Noel Niihashi et Ninny Spangcole dont le principal objectif est de protéger les habitants de la ville de la soudaine menace que sont ces dragons et de retrouver ainsi l'entente commune entre eux.

## Personnages
Noel Niihashi (新橋 のえる, Niihashi Noeru)
Voix japonaise : Yuina Yamada, voix française : Audrey D'Hulstere
Ninny Spangcole (ニニー・スパンコール, Ninī Supankōru)
Voix japonaise : Asami Tano, voix française : Nancy Philippot
Balgo Parks (バルゴ・パークス, Barugo Pākusu)
Voix japonaise : Shimba Tsuchiya (en), voix française : Gregory Praet
Billy Banx Jr. (ビリー・バンクス Jr., Birī Bankusu Junia)
Voix japonaise : Hiroaki Hirata, voix française : Franck Daquin
Osushi-chan (オスシちゃん)
Voix japonaise : Rie Hikisaka
Wolfgang Slashhaut (ウルフギャング・スラッシュハウト, Urufugyangu Surasshuhauto)
Voix japonaise : Mugihito, voix française : Robert Dubois
Bruno Bangnyfe (ブルーノ・バングナイフ, Burūno Bangunaifu)
Voix japonaise : Chikahiro Kobayashi (en), voix française : Nicolas Matthys
Sullivan Squire (サリバン・スクワイア, Sariban Sukuwaia)
Voix japonaise : Haruka Shimizu
Roy B. Dipper (ロイ・B・ディッパー, Roi B Dippā)
Voix japonaise : Miou Tanaka, voix française : Jean-Marc Delhausse
Macy Baljure (メイシー・バルジャー, Meishī Barujā)
Voix japonaise : Saori Hayami, voix française : Marie Du Bled

## Manga
Burn the Witch est scénarisé et dessiné par Tite Kubo. Un one-shot de 64 pages paraît dans un premier temps dans le magazine Weekly Shōnen Jump de l'éditeur Shūeisha le 14 juillet 2018. En mars 2020, une minisérie manga est annoncée afin d'accompagner la sortie d'un film d'animation,. La première « saison » de Burn the Witch prend la suite du chapitre one-shot et paraît dans le Weekly Shōnen Jump durant quatre semaines, du 24 août 2020 au 14 septembre 2020,,. Une seconde « saison » est annoncée avec la sortie du dernier chapitre de la première saison,,. La première « saison » de la série manga incluant le chapitre one shot est publiée par Shūeisha en un volume relié sorti le 2 octobre 2020,.
Viz Media publie le one shot dans la version américaine du Weekly Shonen Jump le 16 juillet 2018 et publie simultanément la version anglaise de la série. La version française est publiée par Glénat avec un premier tome sorti le 17 février 2021.

### Liste des volumes
| no | Japonais       | Japonais          | Français        | Français          |
| no | Date de sortie | ISBN              | Date de sortie  | ISBN              |
| --- | -------------- | ----------------- | --------------- | ----------------- |
| 1 | 2 octobre 2020 | 978-4-08-882428-4 | 17 février 2021 | 978-2-344-04486-5 |
| Liste des chapitres : - Chapitre 0.8 : Don't Judge A Book By Its Cover - Chapitre 1 : Witches Blow A New Pipe - Chapitre 2 : Ghillie Suit - Chapitre 3 : She Makes Me Special - Chapitre 4 : If A Lion Could Speak, We Couldn't Understand |                |                   |                 |                   |

## Film d'animation
En mars 2020, un film d'animation adaptant la série manga est annoncé, produit par le Studio Colorido et réalisé par Tatsuro Kawano,. Le film est distribué par Shōchiku à partir du 2 octobre 2020 au Japon,. La chanson thème du film est Blowing interprété par le groupe Nil,.
Le film est également diffusé dans d'autres pays en dehors de l'Asie dans une version différente des salles japonaises. Crunchyroll diffuse le film sous la forme de trois épisodes le 1er octobre 2020,. En Asie du Sud-Est, les droits du films sont acquis par Muse Communication qui le sort sur YouTube.
En septembre 2023, il est annoncé à la fin de la diffusion de la série Bleach: Thousand-Year Blood War, qu'une adaptation en anime du chapitre prologue du manga Burn the Witch #0.8. L'épisode est diffusé le 29 décembre 2023. La chanson thème du film est PROVE interprété par le groupe Nil.